# 後協
後協，是臺灣高雄市岡山區的一個傳統地域名稱，位於該區西南半葉的中部略偏西南。相較於今日行政區，其範圍大致包括信義里西部、劉厝里西北端、白米里北端、仁壽里南部凸出三角地區的東南大半部、後協里不含東北部邊界地帶及西南部、協榮里北半部、福興里東北端、協和里南部邊界地帶西半段、機場用地東部邊界中北側一小段。
本地區境內主要聚落為後協，設有空軍航空技術學院介壽校區、前峰國中、兆湘國小。

## 歷史
台灣日治初期，後協地區為一街庄，稱為「後協庄」（舊制街庄），隸屬於仁壽上里。該庄昔日西及西北與港口崙庄為鄰，北與前峰庄為鄰，東及東南與街尾崙庄為鄰，南邊東側一小段與白米庄為界，南邊其餘部分及西南邊為石螺潭庄。
1901年（日治明治三十四年）11月11日，全台廢縣廳改設二十廳，該庄隸屬於鳳山廳。1904年（明治三十七年）5月3日，該庄編入「阿公店區」，隸屬於鳳山廳。1909年（明治四十二年）10月25日，全台合併二十廳為十二廳，阿公店區改隸屬於臺南廳。1920年（大正九年）10月1日，全台地方制度大改正，廢十二廳改設五州二廳，該庄改制為「後協」大字，隸屬於高雄州岡山郡岡山街（新制街庄）。
戰後岡山街改制為岡山鎮，隸屬於高雄縣，大字亦改制為里。1950年（民國39年）10月1日，高、屏分治，岡山鎮仍隸屬於高雄縣。2010年（民國99年）12月25日，高雄縣、市合併為直轄高雄市，岡山鎮改制為岡山區。

## 聚落
本地區發展較早的聚落為後協，在日治初期的官方地圖上已有記載。

## 交通
省道台19甲線是鹽水至赤崁的幹道，經過本地區主聚落。由該道路北行可前往岡山區岡山市區、阿蓮區、關廟區、新化區、新市區等地，南行可前往梓官區，並止於赤崁地區的區道高23線路口。
市道186號是維新至大樹的道路，經過本地區主聚落東側，其中部分路段與省道台19甲線共線。由該道路西行（大方向，實際上先向東北）可前往永安區東南部，並止於竹子港地區（今維新里）的省道台17線路口；東行可前往岡山區岡山市區南側、燕巢區、大社區、仁武區等地。
區道高25線是劉厝至梓官的道路，其北側端點（起點）位於本地區東南部、後協聚落東南側的省道台19甲線轉角暨市道186號轉角路口（街尾崙地區的劉厝聚落西北郊）。
區道高27線是前峰至後協的道路，其南側端點（終點）位於本地區中部偏東南、後協聚落的省道台19甲線路口。
區道高28線是機場至新挖仔的道路，其西側端點（起點）位於本地區西北部的柳橋西路二段終點路口。

## 學校
- 中華民國空軍軍官學校（部分）
- 空軍航空技術學院介壽校區
- 前峰國中（大部分）
- 兆湘國小（大部分）

## 醫療
- 國軍高雄總醫院岡山分院（部分）